# Gabrielle Alphen-Salvador
Gabrielle Alphen-Salvador, née le 1er avril 1856 à Paris et morte le 15 juin 1920 à Ballan-Miré, est une philanthrope, militante féministe, fondatrice d’une école d’infirmières à Paris qui donne naissance à l’École de puériculture de la faculté de médecine de Paris et à l’Institut de service social de Montrouge.

## Biographie

### Sa vie avant son engagement social

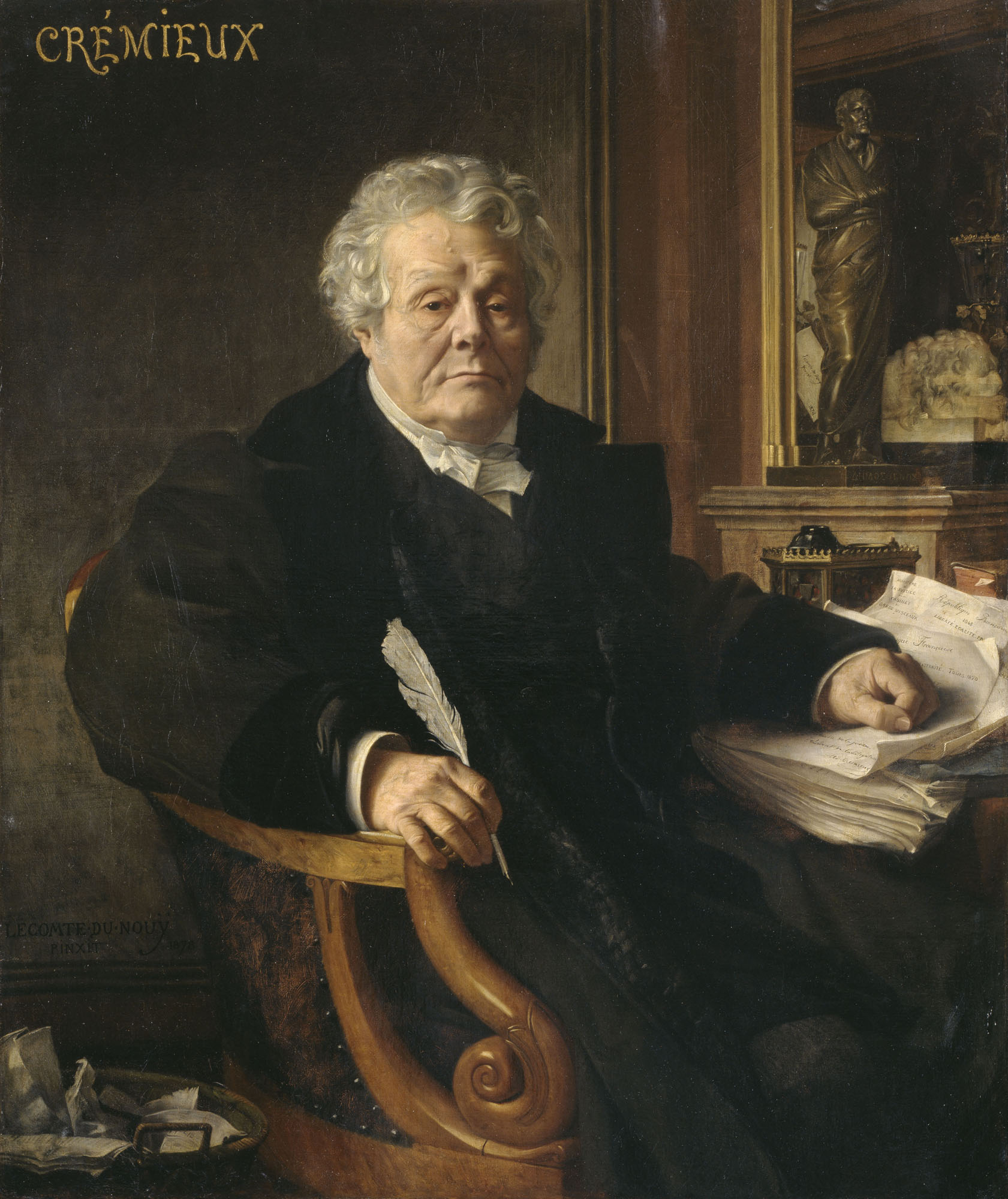
Isaac Adolphe Crémieux.

Gabrielle Salvador est issue de deux lignées de notables et d’érudits juifs, portugaise par son père, Daniel Lévy (dit Gabriel) Salvador, et du Comtat Venaissin par sa mère, Séphora Adamine Crémieux. Son père, polytechnicien, est l'un des premiers juifs français à faire une carrière militaire en devenant colonel du 13e régiment d'artillerie ; à la retraite, il consacre une biographie à son oncle philosophe et historien, Joseph Salvador. Sa mère est apparentée à l’avocat Isaac Adolphe Crémieux, sénateur et ministre de la Justice, qui sera l’un des témoins au mariage de Gabrielle.
Le 25 mars 1878, elle épouse à Paris Emile Alphen, né à Metz, banquier et de 18 ans son aîné. Sur leur acte de mariage, une mention signale un fait peu courant, l’ajout du nom de l’épouse à celui de l’époux, autorisant le couple et sa descendance à user du double patronyme Alphen-Salvador. Sa petite cousine, Henriette Nizan, épouse de l’écrivain Paul Nizan, raconte de façon humoristique, le mariage de Gabrielle avec Emile et les méfaits de l’inexistence d’une éducation sexuelle pour les jeunes filles,. Elle met au monde leur fils unique, Mathieu Casimir Alphen-Salvador en 1880 à Paris ; son époux meurt en 1891. Veuve à 35 ans, Gabrielle Alphen-Salvador ne se remariera pas. Avec sa mère et sa sœur aînée, Marguerite Brandon-Salvador, également veuves, elle séjourne régulièrement à la Commanderie, un vaste domaine acquis par ses parents à Ballan (aujourd’hui Ballan-Miré), commune dont son père fut maire de 1879 jusqu’à son décès en 1889. Dans l’enceinte de la Commanderie, ses parents avaient fondé en 1882 un établissement d’aide aux nécessiteux, L’Hospitalité, qui, après avoir connu d’autres propriétaires, fonctionnait toujours comme maison de repos au début des années 2000. À la Commanderie ou à Paris, les veuves Salvador reçoivent des visites de l’écrivain André Gide ou d’Eugène Rouart, le fils du peintre Henri Rouart. Leurs amis les évoquent dans leur correspondance comme des dreyfusardes inconditionnelles avec lesquelles Eugène Rouart, antidreyfusard tout aussi convaincu, se dispute souvent.

### Ses débuts dans la vie associative

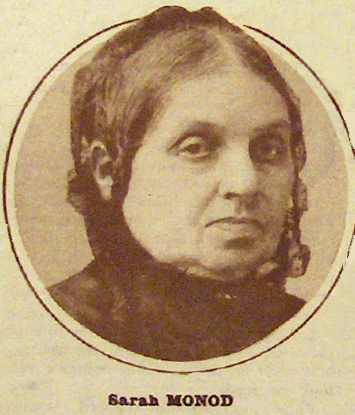
Sarah Monod.

En 1891, veuve à 35 ans, elle s’investit dans des activités associatives très diversifiées, allant du féminisme à la formation de personnel soignant féminin. Elle participe en 1900 au Congrès des institutions féminines chrétiennes, qui regroupe quarante associations et réunit 30,000 personnes. Cela la conforte dans l’idée qu’il faut agir sur le terrain social. Gabrielle, en 1901, est une des fondatrices du Conseil national des femmes françaises (CNFF) présidé par Sarah Monod. Parallèlement, elle est présidente d’honneur de l’Union des Françaises contre l’alcool, ainsi que de l’Office national de l’activité féminine, membre de l’Union française pour le suffrage des femmes (UFSF). Elle se rend aux cultes des pasteurs libéraux Charles Wagner (1852- 1918) et Émile Roberty (1856-1925).

## L’Association d’assistance aux malades

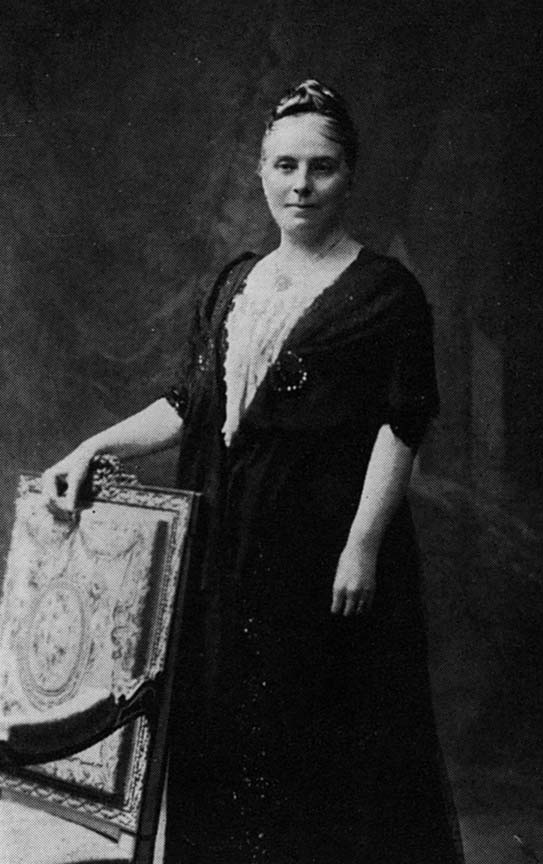
Julie Siegfried.

En 1900, l’année du décès de sa mère, un groupe, où les protestants prédominent, Léonie Allégret (1860-1928), agrégée, directrice du lycée de Versailles ; Mme Henri Marion, directrice de l’École normale supérieure de Sèvres et Mathilde Salomon, directrice du collège Sévigné ; ainsi que des membres du corps médical : le Dr Gabriel Maurange, ; le Dr Albert Tollmer ; le Dr Abel Desjardins, se constituent en association pour fonder une école de garde-malades avec des services hospitaliers, lieux d’apprentissage pour les élèves : l’Association d’assistance aux malades (Adam). Gabrielle Alphen-Salvador finance très généreusement cette école.
L’œuvre se veut laïque et républicaine. L’Adam commence par ouvrir en 1900, pour six mois, l’École professionnelle française des infirmières à domicile dans un appartement au 8, rue Garancière, dans le VIe arrondissement de Paris, puis déménage au 10, Amyot, dans le Ve arrondissement près du temple du 37, rue Tournefort.
L’Adam, déclarée au Journal officiel en septembre 1902, reçoit immédiatement une subvention du ministère de l’Intérieur et se voit accorder une audience par le président de la République, le 30 décembre 1902.
L’Adam se compose d’une école et regroupe diverses activités médico-sociales rue Amyot mais aussi au sein de structures hospitalières disséminées dans Paris. Dès 1901, Gabrielle aménage un hôpital gratuit de six lits pour des femmes issues de milieux modestes. De 1903 à 1906, Gabrielle décide d’adjoindre une Maison de santé pour malades payants au 4 de la rue Oudinot dans le VIIe. À sa fermeture, Madeleine Daniélou y ouvre l’École normale d’enseignement supérieur pour les jeunes filles destinées à exercer dans des établissements non publics.
De 1900 à 1921, deux présidentes se succèdent à la tête de l’Adam : Gabrielle jusqu’en 1920 et Julie Siegfried de 1920 à 1921. Trois directrices se succèdent : de 1900 à 1903, Jeanne Thénard ; de 1903 à 1910, Jeanne Schérer, fille du pasteur réformé Edmond Schérer, élu député républicain de Seine-et-Oise ; enfin  Jeanne de Joannis (1913-1914 et 1919-1920).

### Les conflits au sein de l’Adam

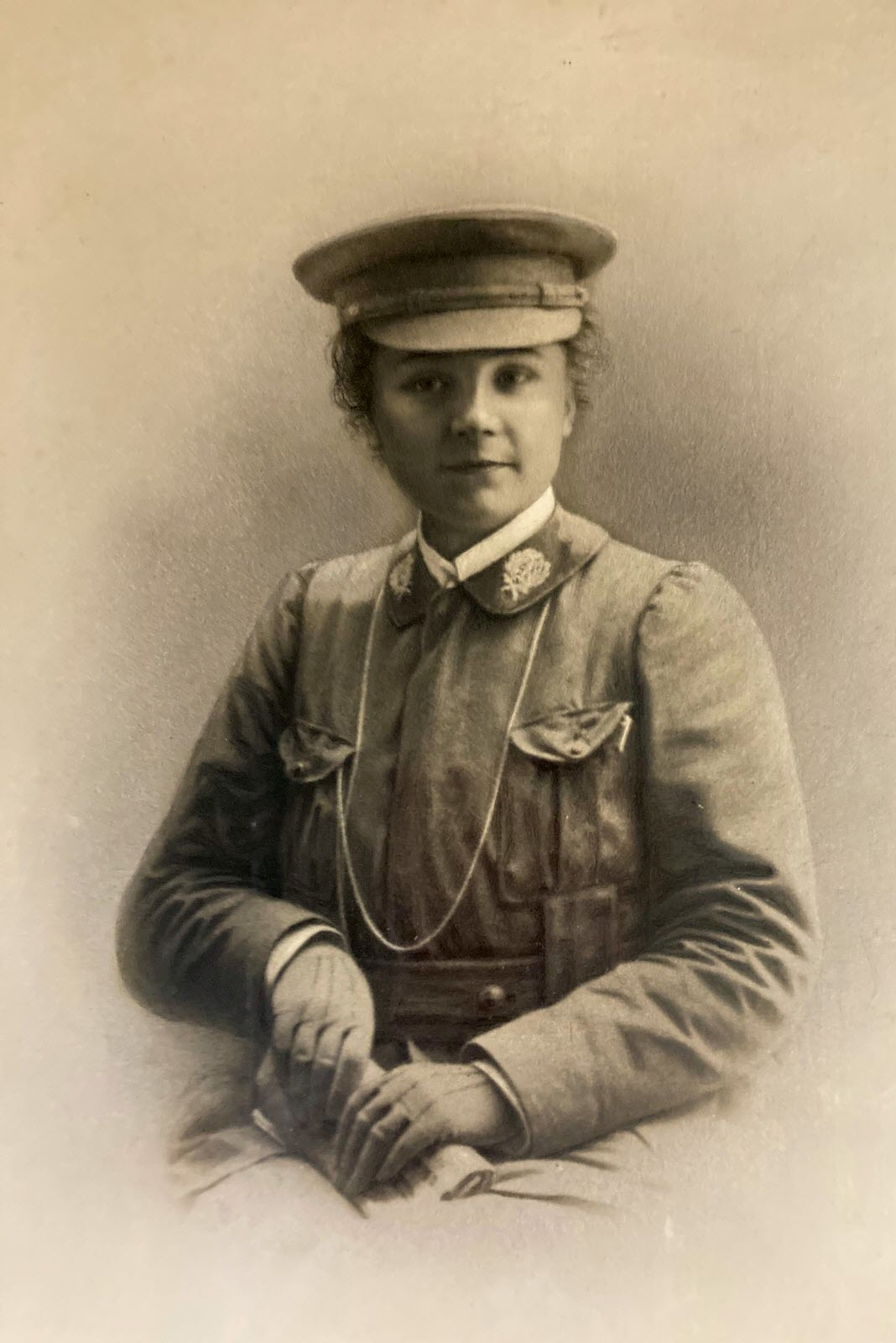
Nicole Girard-Mangin.

Jeanne Schérer présente un très brillant médecin, le Dr Édouard Rist (1871-1956), à l’Adam. Très vite, il en devient le secrétaire général. Il négocie avec l’Assistance Publique de Paris l’ouverture de stages : à l’hôpital Trousseau, où les élèves s’occupent d’enfants, au dispensaire anti-tuberculeux de Beaujon, dirigé par le Dr Nicole Girard-Mangin (1878-1919). La vie de cette association est ponctuée de conflits entre Gabrielle et le corps médical, qui entend rester maître de son exercice professionnel. Gabrielle doit aussi faire face au mécontentement des parents d’élèves et des élèves, qui trouvent la charge de travail en service trop lourde au détriment de leurs études. Assignée en justice par une élève injustement renvoyée, Gabrielle doit payer des dommages et intérêts s’élevant à 5 000 francs. L’association, malgré tous ces remous, prospère et attire vers elle les regards bienveillants de ses contemporains.
À la fin de la guerre, Gabrielle accueille avec plaisir Jeanne de Joannis, à qui elle décide de confier le poste de directrice de l’Adam sans en avertir le Dr Nicole Girard-Mangin, qui démissionne.

### La vie mondaine de l’Adam

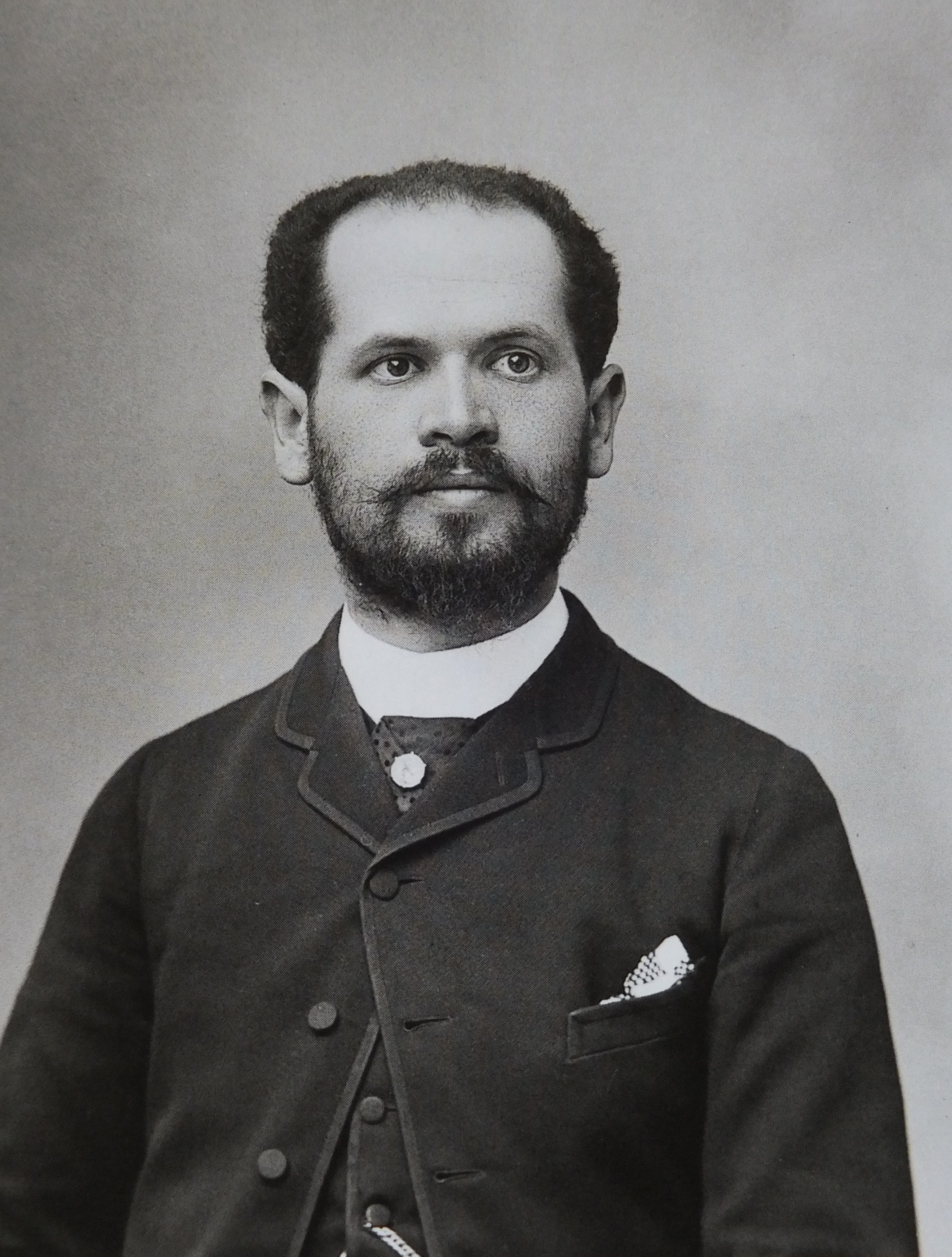
Paul Desjardins photographié par Nadar en 1889.

Gabrielle est en relation avec les directrices fondatrices des nouvelles écoles d’infirmières : le Dr Anna Hamilton, directrice de la Maison de santé protestante de Bordeaux (MSP), et Léonie Chaptal.
Elle-même ne possède pas de formation médicale, mais elle a à cœur que l’enseignement pratique dispensé aux jeunes filles de toutes confessions admises à l’école d’infirmières soit accompagné d’un enseignement moral et culturel. Dans cet objectif, elle y organise des Causeries du jeudi ouvertes au public et demande à des personnalités de renom et de toutes confessions de les animer. C’est une nouvelle forme de « salon » social qui attire une assistance nombreuse et cultivée rue Amyot. Les conférencières et conférenciers sont éminents: Marguerite Aron, Jeanne de Joannis, Léon Brunschvicg, Paul Desjardins (1859-1940), Frédéric Rauh (1861-1909). Ces causeries ne sont pas appréciées par certains membres de l’équipe de l’école qui démissionnent. Jeanne Schérer qui en prendra la direction et son adjointe Anne Roberty, fille de pasteur, donneront un second souffle à l’école.
Gabrielle sait faire affluer les dons : Maurice Vernes, directeur de l’École des hautes études, finance un service d’assistance pour les indigents. Le Dr Louis Dubrisay donne gratuitement des consultations pour enfants. En juillet 1913, lors du Congrès international des femmes qui se tient à Paris, le Dr Nicole Girard-Mangin, rapporteur de la section d’hygiène, pointe le retard français dans la formation d’un personnel d’hygiène sociale à domicile (district nurse) et émet l’idée qu’une fédération des œuvres parisiennes serait plus efficace que l’émiettement qui existe alors. Dans l’assemblée se trouvent Marie Diémer et Renée de Montmort.

## Ses engagements
Gabbrielle Alphen-Salvador continue néanmoins à financer, à présider et à élargir les fonctions de l’établissement Adam en y introduisant différents services sociaux, des consultations gratuites et des services à l’enfance… En 1908, un décret ministériel déclare l’Adam association d’utilité publique. Pour accompagner ce développement Gabrielle et sa sœur font paraître en 1911 une traduction-adaptation de l’anglais de l’ouvrage de Sarah Tolley sur la vie et l’œuvre de Florence Nightingale, la première infirmière britannique qu’elles considèrent comme un modèle pour cette profession.
Parallèlement, Gabrielle, est aussi membre de l’Union française pour le suffrage des femmes (UFSF) et présidente d’honneur de l’Union des femmes française contre l’alcool et poursuit tous ses engagements pratiquement jusqu’à son décès à l’âge de 64 ans.

## Ses activités pendant la guerre 14-18

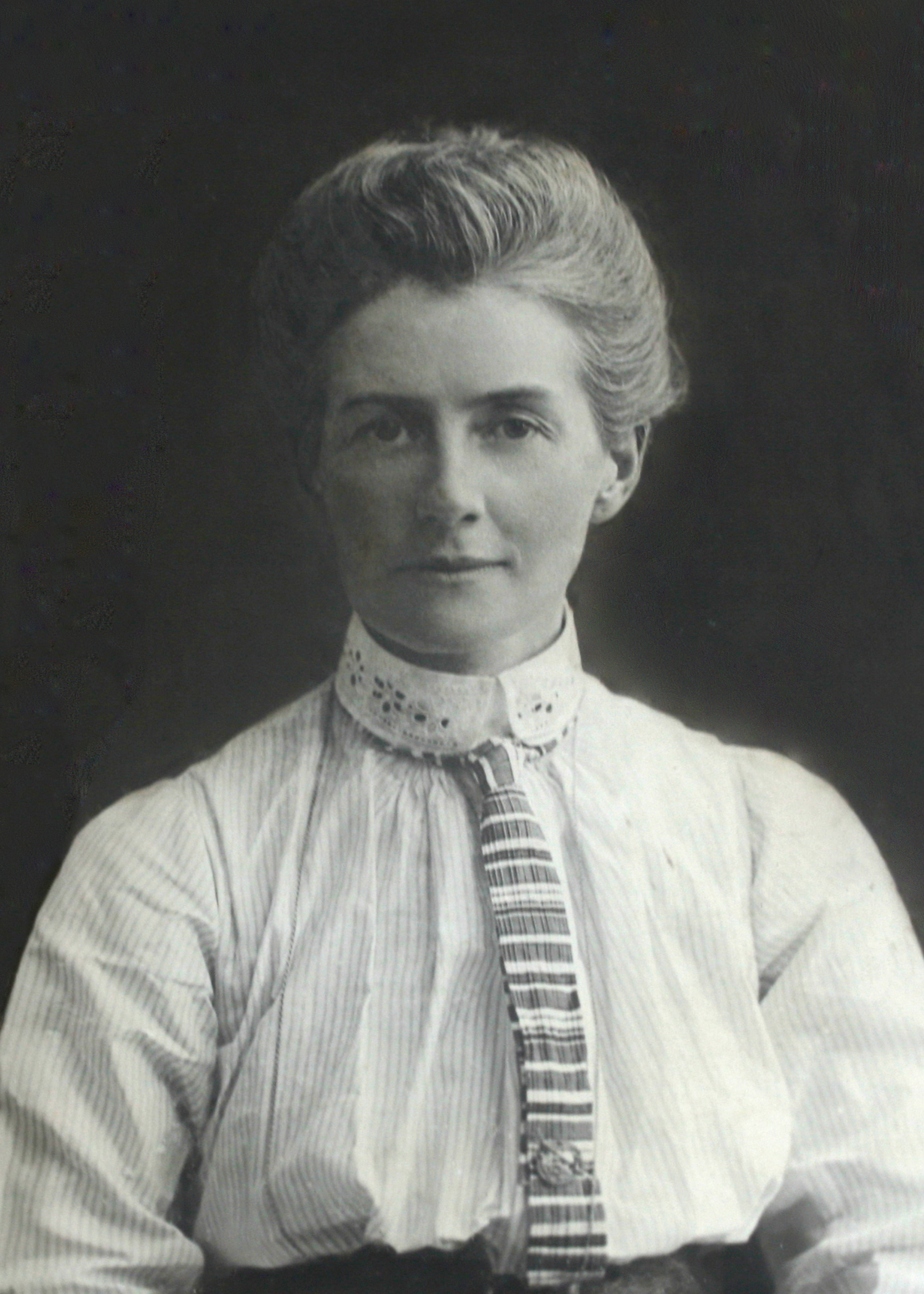
Edith Cavell.

En février 1914, Gabrielle se rend à l’assemblée constitutive de l’Association des infirmières visiteuses de France (AIV), qui se tient à la faculté de médecine sous la présidence de la marquise Berthe de Ganay (née de Béhague). Cette personnalité catholique de la Société Croix-Rouge de Secours aux blessés militaires (SSBM) réussit à fédérer les membres de la Société Croix-Rouge de l’Association des dames de France (ADF) et la Société Croix-Rouge de l’Union des femmes de France (UFF). L’AIV est une fédération, regroupement d’associations existantes dont elle contribue à cristalliser l’organisation. L’AIV met en œuvre, à l’échelle municipale, une politique sociale de prévention contre la tuberculose et la mortalité infantile. 
L’Adam s’engage, à la demande de la Mairie, à couvrir le Ve arrondissement et recrute des bénévoles pour remplir sa mission. Marguerite Appell-Borel (1884-1969), épouse du mathématicien protestant Émile Borel, tient le secrétariat pendant toute la durée de la guerre. En 1915, Gabrielle devient vice-présidente de l’AIV aux côtés de Nicole Girard-Mangin, de la comtesse d’Alsace et de la baronne Henri Hottinguer. La participation de Gabrielle à l’AIV accroît sa notoriété et étend les activités de l’Adam. Un philanthrope, Edgard Stern, finance l’ouverture le 11 octobre 1916 de l’hôpital-école Edith Cavell au 64, rue Desnouettes, à Paris XVe, qui est mis à la disposition du service de santé de l’armée pour la durée de la guerre. Le Dr Nicole Girard-Mangin en est le médecin directeur. Justin Godart (1871-1965), député, sous-secrétaire d’État à la Guerre, chargé de réorganiser le Service de santé militaire, se déplace pour l’inaugurer. En 1916, l’Association d’assistance aux malades (Adam) avec la Société des amis (des quakers anglais) ouvrent conjointement la Maison maternelle de Châlons-sur-Marne pour accueillir de jeunes mères avec leur bébé.

## École de puériculture de Paris

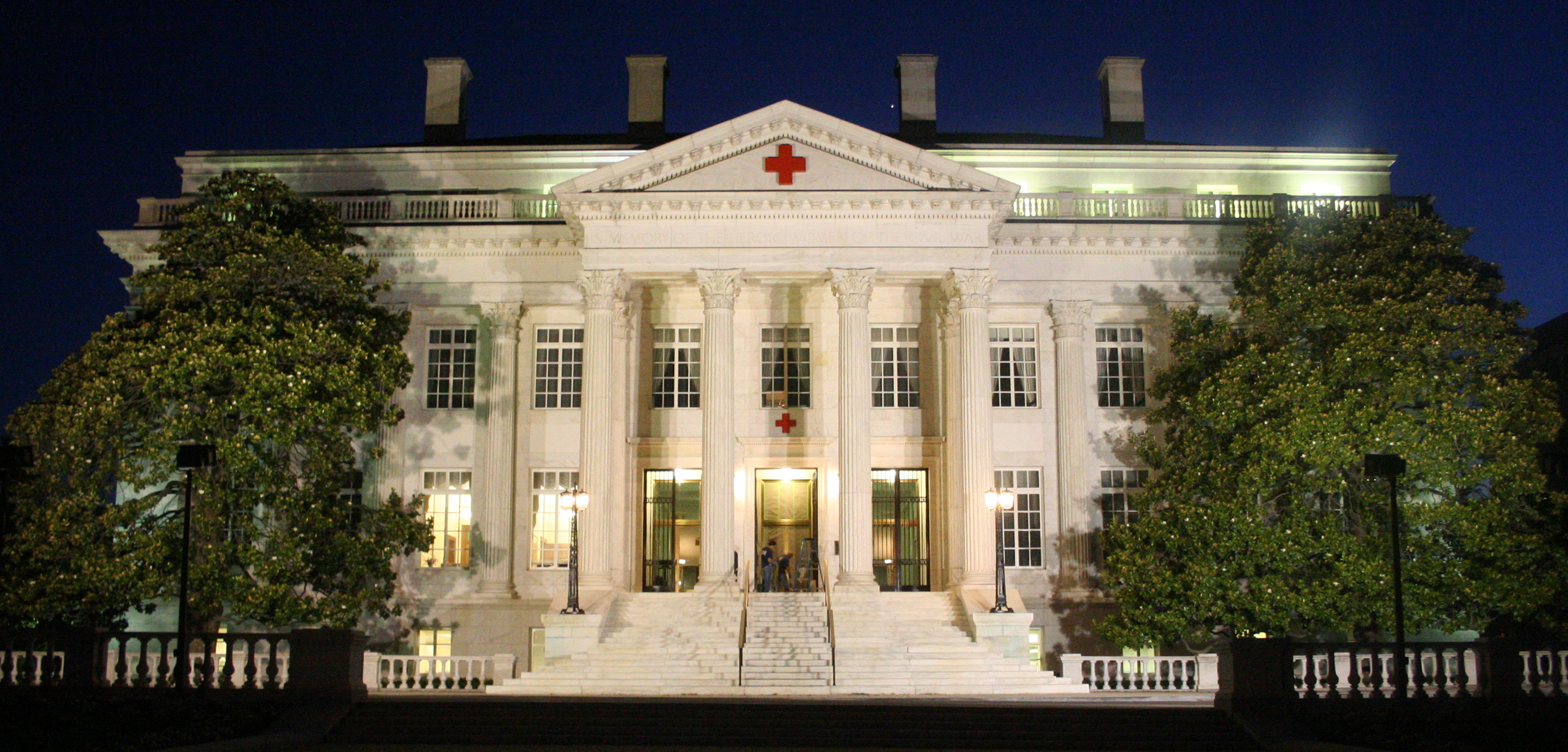
Le siège de la Croix-Rouge américaine, à Washington D.C.

Pour des milliers de familles, cette façade en briquettes rouges du boulevard Brune, dans le 14e arrondissement de Paris, est synonyme d’espoir.
En 1917, le Dr Édouard Rist est envoyé en mission aux États-Unis par le gouvernement, ce qui resserre les liens entre l’Adam et la philanthropie américaine. L’hôpital-école Edith Cavell devient l’École de puériculture de la faculté de médecine de Paris grâce à une dotation de la Croix-Rouge américaine en 1919 : y sont formées des infirmières visiteuses de l’enfance. Cette école est transférée dans des locaux du 26, boulevard Brune, Paris XIVe, en 1932, où elle existe toujours en 2009. Cet Institut toujours très actif sous le nom de l'Institut de puériculture et de périnatalogie (IPP) a construit sa réputation en traitant le nouveau-né dans sa globalité.

## Création de la profession de l’assistance sociale

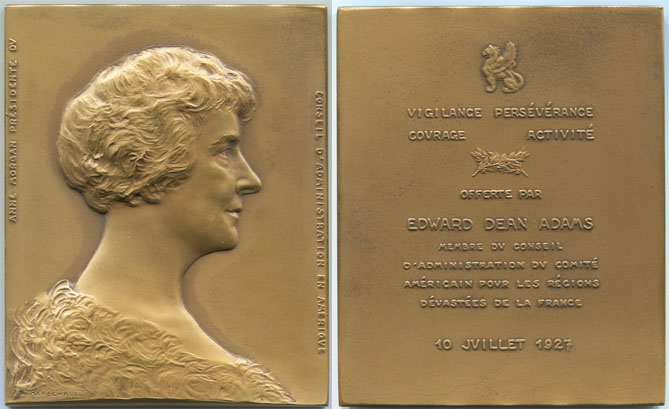
Anne Morgan, fondatrice du Comité américain pour les régions dévastées.

En 1919, le Comité américain pour les régions dévastées (Card) prend contact avec l’association en vue de la création d’un hôpital-école, appelé Washington-La Fayette, à Paris, mais après de nombreux débats, le projet est abandonné. En 1925, l’argent collecté aux États-Unis sert à l’achat d’un terrain sur la commune de Montrouge. Le 30 juin 1932 est inauguré l’Institut régional du travail social de Montrouge, 14, rue du 11-Novembre. Ainsi, le projet d’hôpital-école aboutit à la création d’une école de formation d'assistantes sociales, dont la direction est confiée à Jeanne de Joannis.

### Fin de vie
Quant à Gabrielle, malade, elle se retire dans sa propriété de La Commanderie, à Ballan-Miré, dans l’Indre-et-Loire, où elle a recueilli des religieuses catholiques en attendant la reconstruction de leurs bâtiments conventuels. Elle y meurt à l’âge de 64 ans. Elle est inhumée dans le caveau familial du cimetière de Ballan-Miré dont le terrain, jouxtant la Commanderie, avait été cédé par sa famille, dont le souvenir est également présent dans cette commune avec la rue Adamine (un des prénoms de sa mère) et l’allée Brandon-Salvador. Elle n’a donc pas assisté à l’expansion de son association. Ses anciennes élèves et les personnes qui l’ont entourée ne se sont pas réunies lors de son décès pour rendre hommage à son action, ni pour lui consacrer une biographie. Son fils, Casimir, n’a pas entretenu sa mémoire. L’Adam n’est ni exemplaire ni novatrice. C’est grâce aux relations de Gabrielle qu’elle retient l’attention de ses contemporains. Avec l’aide de la philanthropie américaine, cette association donne le jour à deux institutions bien vivantes encore aujourd’hui.

### Archives
- Archives de l’Institut de travail social de Montrouge.
- Archives de la Maison de santé protestante de Bordeaux.
- Archives de Paris et de l’ancien département de la Seine, série D. X6 : D. X6/18, historique de l’Association des infirmières visiteuses de France.
- Musée national de la coopération franco-américaine, Blérancourt (Aisne) : archives du Comité américain des régions dévastées (1917-1923).
- Archives de l’Association Anne Morgan, Soissons (Aisne): archives de l’Association d’hygiène sociale de l’Aisne, 1923-1952.
- Archives de la fondation Rockefeller, New York (États-Unis).

### Sources et bibliographie
- Gabriel Maurange, Lettre ouverte adressée à tous les membres de l’Association pour le développement de l’assistance aux malades, Paris, Imprimerie Maretheux, 1903.
- Causeries du Jeudi, Paris, Cornély, 1903, in Bottin Mondain, 1904 à 1920.
- Dr Georges Baudoin, L’association pour le développement de l’assistance aux malades et l’école professionnelle de la rue Amyot, L’Hygiène, janvier 1910.
- Marguerite Aron, Malades et garde-malades, psychologie pratique et professionnelle, Paris, Fischbacher, 1910.
- Jeannie Meynadier, Les Infirmières visiteuses de France, leur rôle médical et social, Paris, Fischbacher, 1916.
- Gabriel Maurange, Livre de raison d’un médecin parisien, Paris, Plon, 1938.
- E. Bernard, Édouard Rist (10 mars 1871-13 avril 1956), in Bulletin de l’Académie nationale de médecine, 12 au 12 juin 1956, p. 340-350.
- L. Benzaquen, J. Chenebault et E. Humbert-Mage, « Docteur Edouard Rist, 1871-1956 », Maroc Médecine, janvier 1957, 36, no 380, p. 57-59.
- Pierre Poujol, Protestantisme français moderne (notes pour une histoire sociale depuis 1870). Deuxième brochure : 1898-1914. Paris, La Revue du christianisme social, 1961.
- Henriette Nizan, Libres Mémoires, Paris, PUF, 1990.
- Entretiens d’Évelyne Diebolt avec une cousine de Gabrielle Alphen-Salvador, Henriette Nizan, 1993.
- Pierre-Jean Ruff, Charles Wagner et le Foyer de l’âme, histoire et combats, Paris, Van Dieren, 1999.
- Évelyne Diebolt, Les Femmes dans l’action sanitaire, sociale et culturelle (1900-1965), les associations face aux institutions, Femmes et associations, Paris, 2001.
- Catherine Nicaut, Mathilde Salomon, pédagogue et pionnière de l’éducation féminine, in Archives juives, 2004, 37, no 1, p. 129-134.
- Nora Şeni, Les Inventeurs de la philanthropie juive, Paris, La Martinière, 2005.
- Charles Wagner et la création du foyer de l’âme. L’invention d’une paroisse protestante à Paris en 1907, Actes de la journée du 27 janvier 2007, publication du foyer de l’âme.
- André Encrevé et Jean Nicolas (dir.), Protestantisme et libéralisme à la fin du XIXe siècle : Charles Wagner et le libéralisme théologique, Bulletin de la société d’histoire du protestantisme français, 154, juillet-août-septembre 2008.
- Michèle Bitton, 110 femmes juives qui ont marqué la France - XIXe et XXe siècles, Dictionnaire, Ed. Normant, 14 mai 2014.
- Christine Bard et Sylvie Chaperon (Notice rédigée par Michèle Bitton), Dictionnaire des féministes : France, XVIIIe – XXIe siècle, Paris, Presses universitaires de France, 2017, 1700 p. (ISBN 978-2-13-078720-4, OCLC 972902161, BNF 45220443, lire en ligne), p. 26 à 28.
- Colette Bec, Assistance et République. La recherche d’un nouveau contrat social sous la IIIe République, Paris, L’Atelier, 1994.